# Списак православних цркава у Босни и Херцеговини
Следи списак православних цркава у Босни и Херцеговини:

## Република Српска

### Бања Лука
- Манастири
  - Ваведења Пресвете Богородице, Манастир Гомионица, Кмећани (15. вијек)
  - Светог пророка Илије, Манастир Крупа на Врбасу, Крупа на Врбасу (13. вијек)

- Архијерејско намјесништво бањалучко
  - Саборна црква Христа спаситеља, Бања Лука (1939)
  - Благовијести Пресвете Богородице, Зеленци
  - Благовијести Пресвете Богородице, Шљивно (1939)
  - Вазнесења Господњег, Кола (18. вијек, брвнара)
  - Вазнесења Господњег, Кола (1939)
  - Вазнесења Господњег, Горња Пискавица
  - Вазнесења Господњег, Пријаковци
  - Покрова Пресвете Богородице, Агино Село (1886)
  - Покрова Пресвете Богородице, Карановац
  - Покрова Пресвете Богородице, Нова варош
  - Преображења Господњег, Доње Рекавице
  - рођења Пресвете Богородице, Старчевица
  - Рођења Пресвете Богородице, Ребровац
  - Свете великомученице Марине, Перван, Голеши
  - Свете Тројице, Бања Лука
  - Свете Тројице, Доња Пискавица
  - Светих апостола Петра и Павла, Бистрица (1912)
  - Светих апостола Петра и Павла, Петрићевац
  - Светих апостола Петра и Павла, Горње Рекавице
  - Светог архангела Михаила, Шарговац (у изградњи)
  - Светог Василија Острошког, Обилићево
  - Светог Василија Острошког, Пријечани (у изградњи)
  - Светог великомученика Георгија, Дракулић
  - Светог великомученика Георгија, Каралићи, Поткозарје
  - Светог великомученика кнеза Лазара, Лазарево (2001)
  - Светог великомученика Пантелејмона, Љубачево (1939)
  - Светог Јована Богослова, Лауш
  - Светог кнеза Лазара, Крмине
  - Светог Луке, Чесма
  - Светог оца Николаја, Товиловићи, Крупа на Врбасу (19. вијек, брвнара)
  - Светог пророка Илије, Рамићи
  - Светог Саве, Бронзани Мајдан
  - Светог свештеномученика Платона, Врбања
  - Светог цара Константина и Јелене, Бочац
  - Успења пресвете Богородице, Кочићев вијенац
  - Успења Пресвете Богородице, Доње Рекавице (1939)
  - Успења Пресвете Богородице, Стричићи (1900)
  - Богојављенска, Бања Лука
  - Руско-српска, Бања Лука (у изградњи)
  - Свете Петке, Куљани (у изградњи)

### Берковићи
- Саборна црква Светог Кнеза Лазара и новомученика српских, Берковићи
- Црква Вазнесења Господњег, Љути До
- Црква Силаска Светог Духа на апостоле, Хатељи
- Црква Светог пророка Илије, Хргуд

### Бијељина
- Црква Светог Илије, Јања
- Црква Светог Марка, Велика Обарска
- Црква рођења пресвете Богородице, Бијељина
- Црква Светог Прокопија, Дворови
- Црква Светог пророка Илије, Трњаци
- Црква Светог Сисоја, Драгаљевац
- Црква Света Три Јераха, Балатун
- Црква Светог Сисоја, Доња Буковица
- Црква Светог Саве, Вршани
- Црква Свете Тројице у манастиру Тавна, Бањица
- Манастир Светог Василија Острошког, Бијељина
- Манастир Светог Николе, етно село Станишићи
- Црква Светог пророка Илије, Чађавица
- Манастир Архангела Гаврила, Горњи Драгаљевац
- Црква Светог великомученице Марине, Љесковац
- Црква Светих Јоакима и Ане, Пучиле
- Црква Светог Јована Крститеља, Нови Дворови
- Црква Светог пророка Илије, Доња Чађавица

### Билећа
- Саборна Црква Светог Саве, Билећа
- Црква Цара Лазара, Билећа
- Црква-Капела Светог Георгија у градском гробљу у Билећи
- Црква ваведења пресвете Богородице у манастиру Добирћево, Орах
- Црква Светог Јована, Дола
- Црква Светог архангела Михаила, Трновица
- Црква Светог великомученика Георгија, Подосоје
- Црква Светог архангела Михаила, Баљци

### Братунац
- Црква успења пресвете Богородице, Братунац
- Црква Свете Тројице, Буљим код Кравице

### Вишеград
- Црква Рођења Пресвете Богородице, Вишеград
- Црква Светог цара Лазара и Косовских мученика у Андрићграду, Вишеград
- Црква Зачећа Светог Јована Крститеља, Вишеградска бања
- Црква Свете Тројице, Блаце
- Манастир успења пресвете Богородице у Добруну
- Манастир светог Оца Николаја у Добрунској Ријеци
- Манастир вазнесења Господњег, Доње Вардиште
- Манастир Светог Саве, Горња Лијеска

### Власеница
- Црква Светих апостола Павла и Петра, Власеница

### Гацко
- Црква Светог архангела Михаила, Казанци
- Црква Светог пророка Илије, Надинићи
- Црква Светог Николе, Срђевићи
- Црква Свете Тројице, Гацко

### Градишка
- Црква Светог Николе у Романовцима — брвнара, Романовци
- Црква Покрова пресвете Богородице, Градишка
- Црква Светог Саве, Нова Топола
- Црква Светог Илије, Ламинци

### Дервента
- Црква Успења Пресвете Богородице, Дервента
- Црква покрова пресвете Богородице у манастиру Доња Бишња
- Црква часног крста, Агићи
- Црква Светог Сисоја, Мишковци
- Црква Светог великомученика Пантелејмона, Осиња
- Црква Светог цара Константина и царице Јелене, Горњи Календеровци

### Добој
| Година градње | Назив цркве                                       | Слика | Архијерејско намјесништво          | Мјесто       |
| ------------- | ------------------------------------------------- | ----- | ---------------------------------- | ------------ |
| 1931—1937.    | Црква Светих апостола Петра и Павла у Добоју      |       | Архијерејско намјесништво добојско | Добој        |
| 2001.-2010.   | Црква рођења пресвете Богородице у Добоју         |       | Архијерејско намјесништво добојско | Добој        |
|               | Црква Светог великомученика Прокопија             |       | Архијерејско намјесништво добојско | Костајница   |
| 1897.         | Црква Свете Тројице (Силазак Светог Духа)         |       | Архијерејско намјесништво добојско | Бољанић      |
| 1984.         | Црква Рођења Светог Јована Крститеља              |       | Архијерејско намјесништво добојско | Станови      |
| 2004.         | Црква преподобног Сисоја Великог                  |       | Архијерејско намјесништво добојско | Гаврићи      |
| 1990.         | Црква преподобног Сисоја Великог                  |       | Архијерејско намјесништво добојско | Љескове Воде |
| 2003—2011.    | Црква Вазнесења Господњег                         |       | Архијерејско намјесништво добојско | Плочник      |
| 2001.         | Црква Преподобномученице Параскеве (Трнове Петке) |       | Архијерејско намјесништво добојско | Тисовац      |

### Станари
| Година градње | Назив цркве                                         | Слика | Архијерејско намјесништво          | Мјесто             |
| ------------- | --------------------------------------------------- | ----- | ---------------------------------- | ------------------ |
| 1924-1936.    | Храм Свете Петке Параскеве у Станарима              |       | Архијерејско намјесништво добојско | Станари            |
| 1999-2004.    | Храм Рођења Пресвете Богородице                     |       | Архијерејско намјесништво добојско | Јелањска           |
| 2010-2018.    | Храм Васкрсења Христовог у Станарима                |       | Архијерејско намјесништво добојско | Станари            |
| 1891-1892.    | Црква Светих апостола Петра и Павла у Церовици      |       | Архијерејско намјесништво теслићко | Церовица (Станари) |
| 1938-1964.    | Црква Светог апостола и јеванђелисте Луке у Осретку |       | Архијерејско намјесништво теслићко | Осредак (Станари)  |

### Теслић
| Година градње | Назив цркве                                             | Слика | Архијерејско намјесништво          | Мјесто      |
| ------------- | ------------------------------------------------------- | ----- | ---------------------------------- | ----------- |
| 1921-1925.    | Храм Светог пророка Илије у Теслићу                     |       | Архијерејско намјесништво теслићко | Теслић      |
| 1997-2010.    | Храм Пресвете Тројице у Теслићу                         |       | Архијерејско намјесништво теслићко | Теслић      |
| 1997-2004     | Црква Св. Цара Константина и Царице Јелене у Витковцима |       | Архијерејско намјесништво теслићко | Витковци    |
| 1990-2003.    | Храм Светог великомученика Прокопија у Очаушу           |       | Архијерејско намјесништво теслићко | Горњи Очауш |
| 1998-2010.    | Храм Покрова Пресвете Богородице у Растуши              |       | Архијерејско намјесништво теслићко | Растуша     |

### Зворник
| Година градње | Назив цркве                                | Слика | Архијерејско намјесништво | Мјесто       |
| ------------- | ------------------------------------------ | ----- | ------------------------- | ------------ |
| 1823.         | Црква Рођења Светог Јована Крститеља       |       |                           | Зворник      |
| 2000.         | Црква Свете Петке Трнове                   |       |                           | Зворник      |
| у изградњи    | Црква Рођења Пресвете Богородице           |       |                           | Зворник      |
| у изградњи    | Црква Светог Стефана                       |       |                           | Дивич        |
| 1903.         | Црква Светих апостола Петра и Павла        |       |                           | Козлук       |
| 2008.         | Црква Васкрсења Христовог                  |       |                           | Каракај      |
| 1998.         | Црква Свете Великомученице Марине          |       |                           | Челопек      |
| 2002.         | Црква Светог оца Николаја                  |       |                           | Бошковићи    |
| у изградњи    | Црква Светог апостола и јеванђелиста Марка |       |                           | Брањево      |
| 1997.         | Црква Пресвете Богородице                  |       |                           | Горњи Локањ  |
|               | Црква Свете Петке Трнове                   |       |                           | Доња Пилица  |
| 1969.         | Црква Светих Ћирила и Методија             |       |                           | Дрињача      |
| 1996.         | Црква Светог пророка Илије                 |       |                           | Зелиње       |
|               | Црква Покрова Пресвете Богородице          |       |                           | Јардан       |
| 1998.         | Црква Свете Петке Трнове                   |       |                           | Јасеница     |
| 2004.         | Црква Светог Великомученика Георгија       |       |                           | Кисељак      |
| 2005.         | Црква Рођења Пресвете Богородице           |       |                           | Лијешањ      |
| 2000.         | Црква Свете Петке Параскеве                |       |                           | Малешић      |
| 2002.         | Црква Светог Великомученика Пантелејмона   |       |                           | Ораовац      |
| 1989.         | Црква Светог Великомученика Прокопија      |       |                           | Роћевић      |
| 2009.         | Црква Преподобног Сисоја Великог           |       |                           | Скочић       |
| 2004.         | Црква Светог Великомученика Пантелејмона   |       |                           | Средњи Шепак |
| 2007.         | Црква Преображења Господњег                |       |                           | Трновица     |
| 2009.         | Црква Сабора Срба Светитеља                |       |                           | Цер          |
| 1974.         | Црква Светог пророка Илије                 |       |                           | Шетићи       |

### Источни Дрвар
- Црква Свете Марије Магдалине у Ували

### Источни Мостар
- Црква Светих великомученика, Зијемље

### Источно Сарајево
- Црква Светог Василија Острошког, Источна Илиџа
- Црква Светог Петра Дабробосанског, Источна Илиџа
- Спомен црква, Источна Илиџа
- Црква Нерукотвореног образа Христовог, Источна Илиџа
- Црква Светог Пантелејмона, Источни Стари Град
- Црква Светог Ђорђа, Источно Ново Сарајево
- Црква Светог Варнаве Хвостанског, Источно Ново Сарајево
- Црква Свете Ангелине Српске, Источно Ново Сарајево
- Саборни храм на Палама, Пале
- Црква Успење Пресвете Богородице, Пале
- Црква Вазнесења Господњег, Пале
- Црква Успења Пресвете Богородице, Пале
- Црква Светог пророка Илије, Пале
- Црква Светог пророка Илије у Кијеву

### Калиновик
- Црква Светих апостола Петра и Павла, Калиновик
- Црква Свете Тројице, Осија
- Црква Свих Светих, Стјенице
- Црква Светог Вазнесења Господњег у Обљу (Калиновик)

### Костајница
- Црква Свете Тројице, Костајница

### Кнежево
| Година градње | Назив цркве                      | Слика | Архијерејско намјесништво | Мјесто   |
| ------------- | -------------------------------- | ----- | ------------------------- | -------- |
| 1757.         | Црква Светог Николе (брвнара)    |       |                           | Јаворани |
| 1931.         | Црква Светог Николе              |       |                           | Јаворани |
| 1938.         | Црква Рођења пресвете Богородице |       |                           | Кнежево  |
| XVIII вијек   | Црква Светог Илије (брвнара)     |       |                           | Имљани   |
| освећен 1881. | Црква Свете Богородице           |       |                           | Имљани   |
| 1921.         | Црква Светог Николаја            |       |                           | Живинице |

### Козарска Дубица
- Црква Светог архангела Михаила у манастиру Моштаница, Горњоселци
- Црква Светих апостола Петра и Павла, Козарска Дубица
- Црква Преподобне мајке Параскеве, Козарска Дубица
- Црква Покрова Пресвете Богородице, Кнежица
- Црква Успења Пресвете Богородице, Брекиња
- Црква Светог Василија Острошког, Побрђани
- Црква Светог пророка Илије, Доња Слабиња
- Црква Успења Пресвете Богородице, Бачвани
- Црква Светих апостола Петра и Павла, Међеђа
- Црква Светог апостола јеванђелиста Марка, Драксенић
- Црква Светог пророка Илије, на Светињи
- Црква Свете великомученице Марине, Пуцари
- Црква Светог цара Константина и царице Јелене, Бијаковац
- Црква Вазнесења Господњег, Доњи Јеловац
- Црква Светог Игњатија Богоносца, Доњи Јеловац
- Црква Преподобне мајке Параскеве, Читлук
- Црква Светог Алимпија Столпника, Стригова
- Црква Рођења Пресвете Богородице, Међувође
- Црква Успења Пресвете Богородице, Влашковци
- Црква Свете Петке, Мљечаница

### Крупа на Уни
- Црква Светог великомученика Пантелејмона, Доњи Петровићи

### Купрес (Република Српска)
- Црква Свете Тројице, Благај

### Лопаре
- Црква Покрова Пресвете Богородице, Лопаре
- Црква Рођења Пресвете Богородице, Мачковац
- Црква Свете Петке Параскеве, Миросавци
- Црква Светог апостола Павла, Бобетино Брдо
- Храм Преподобног Сисоја Великог у Горњем Мачковцу

### Љубиње
| Година градње | Назив цркве                        | Слика | Архијерејско намјесништво | Мјесто    |
| ------------- | ---------------------------------- | ----- | ------------------------- | --------- |
| 1867.         | Црква рођења Пресвете Богородице   |       |                           | Љубиње    |
| 2004.         | Храм рођења Господа Исуса Христа   |       |                           | Љубиње    |
| XV вијек      | Црква Светог великомученика Лазара |       |                           | Влаховићи |
|               | Црква Светог Пророка Илије         |       |                           | Градац    |
| 1900.         | Црква Светог Василија Острошког    |       |                           | Мишљен    |
| 1871.         | Црква Светог Вазнесења Господњег   |       |                           | Рђуси     |
| 1905.         | Црква Светог Вазнесења Господњег   |       |                           | Жабица    |
| 1989.         | Црква Светог преображења Господњег |       |                           | Крајпоље  |

### Модрича
| Година градње | Назив цркве                       | Слика | Архијерејско намјесништво | Мјесто    |
| ------------- | --------------------------------- | ----- | ------------------------- | --------- |
| 1906.         | Црква Светог Николе               |       |                           | Милошевац |
|               | Црква покрова пресвете Богородице |       |                           | Модрича   |

### Мркоњић Град
| Година градње | Назив цркве                              | Слика | Архијерејско намјесништво                   | Мјесто       |
| ------------- | ---------------------------------------- | ----- | ------------------------------------------- | ------------ |
| 2007-2018     | Храм Светог Саве у Мркоњић Граду         |       | Архијерејско намјесништво јајачко-мркоњићко | Мркоњић Град |
| 1892.         | Црква Рођења пресвете Богородице         |       | Архијерејско намјесништво јајачко-мркоњићко | Мркоњић Град |
|               | Црква Светих апостола Петра и Павла      |       |                                             | Бараћи       |
|               | Црква Светог Богојављења                 |       |                                             | Герзово      |
|               | Црква Светог великомученика Пантелејмона |       |                                             | Дабрац       |
|               | Црква Рођења Пресвете Богородице         |       |                                             | Медна        |
|               | Црква Преподобне мајке Параскеве         |       |                                             | Подбрдо      |
|               | Црква Покрова Пресвете Богородице        |       |                                             | Подрашница   |

### Невесиње
- Саборна црква Вазнесења Господњег
- Црква Светог Василија Тврдошког и Острошког чудотворца са криптом светих новомученика и крстионицом
- Црква Светих апостола Петра и Павла
- Црква Свих Светих, Зови До
- Црква Светог великомученика Вукашина, Придворци
- Црква Успења Пресвете Богородице, Биоград
- Црква Светог пророка Илије, Удрежње
- Црква Светог великомученика Лазара и свих мученика косовских
- Црква Светог пророка Илије
- Црква Успења Пресвете Богородице
- Црква Пресвете Тројице - Педесетнице, Кифино Село
- Црква Светих апостола Петра и Павла, Залом
- Црква Светих равноапостолних цара Константина и Јелене, Слато

### Нови Град
- Црква Рођења Пресвете Богородице, Велика Рујишка
- Црква Светог цара Константина и царице Јелене, Мала Новска Рујишка
- Црква Преображења Господњег, Матавази
- Црква Свете великомученице Недеље, Ћеле

### Ново Горажде
- Црква Светог Ђорђа, Сопотница

### Петровац
- Црква Свете Тројице, Дринић

### Петрово
- Црква Свете Тројице, Какмуж
- Црква Светог Николе у манастиру Озрен
- Црква Светог Прокопија, Кртова

### Приједор
- Црква Свете Тројице, Приједор

### Прњавор
- Црква покрова пресвете Богородице, Хрваћани
- Црква Светог апостола и јеванђелисте Марка, Насеобина Лишња
- Црква Светог Василија Осторшког, Палачковци
- Црква Светих апостола Павла и Петра, Палачковци (брвнара)
- Црква Светог великомученика Георгија, Прњавор
- Црква Светог Николе, Хрваћани

### Рибник
- Црква Светог кнеза Лазара, Доња Превија
- Црква Свете великомученице Недеље у Драгорају, Драгорај
- Црква Рођења Пресвете Богородице, Горњи Рибник
- Црква Сабора Светог архангела Гаврила, Црквено
- Црква Светог пророка Илије, Ситница
- Црква Успенија Пресвете Богородице у Врбљанима, Врбљани
- Црква Успенија Пресвете Богородице у Стражицама, Стражице
- Црква Преображења Господњег у Доњој Слатини, Доња Слатина
- Црква Свете великомученице Марине у Доњем Раткову - Гњатовићи, Доње Ратково

### Рогатица
- Црква Свете Тројице, Рогатица
- Црква Светих Апостола Петра и Павла, Борике
- Храм Сабора Срба светитеља, Бранковићи
- Црква Свете великомученице Марине – Огњене Марије, Заком
- Црква Рођења Светог Јована Крститеља, Рађевићи
- Црква Светог Јована Крститеља, Црквине

### Рудо
- Црква Светих апостола Петра и Павла, Рудо
- Црква Свете преподобномученице Параскеве, Бијело Брдо — црква брвнара
- Црква преподобне мајке Параскеве, Бијело Брдо
- Манастирски скит Благовести Пресвете Богородице (Ваган)
- Црква Светог Николаја Охридског и Жичког, Миоче
- Црква Светог Макарија Патријарха српског, Паштан Брдо
- Црква рођења пресвете Богородице, Штрпци
- Црква Светог пророка Илије, Штрпци
- Црква Свете Марије Магдалине, Мокронози
- Храм Светог Василија Острошког Чудотворца у Увцу, Увац
- Саборни храм Преображења Господњег у Грађенику, Рудо
- Храм Светих мученика јасеновачких у Соколовићима, Соколовићи

### Соколац
- Црква великог мученика Георгија
- Романијска Лазарица
- Манастир Соколица (Равна Романија)
- Манастир Кнежина
- Манастир Озерковићи
- Црква Светог великомученика Георгија, Трново
- Црква Светог пророка Илије, Трново

### Сребреница
- Црква Покрова Пресвете Богородице
- Црква Светог архангела Михаила
- Црква Светог Сисоја Великог у изградњи у Поточарима

### Требиње
| Година градње | Назив цркве                          | Слика | Архијерејско намјесништво | Мјесто   |
| ------------- | ------------------------------------ | ----- | ------------------------- | -------- |
|               | Црква Светог вазнесења Господњег     |       |                           | Требиње  |
| 2000.         | Херцеговачка Грачаница               |       |                           | Требиње  |
| XVI           | Манастир Тврдош                      |       |                           |          |
|               | Манастир Пето Павлов                 |       |                           |          |
|               | Црква Светог цара Константина        |       |                           | Загора   |
|               | Црква Светог великомученика Георгија |       |                           | Долови   |
|               | Црква Светог Николе                  |       |                           | Домашево |
|               | Црква Светог вазнесења Господњег     |       |                           | Туље     |

### Фоча
| Година градње | Назив цркве                                                   | Слика | Архијерејско намјесништво | Мјесто    |
| ------------- | ------------------------------------------------------------- | ----- | ------------------------- | --------- |
|               | Храм Светог Саве                                              |       |                           | Фоча      |
|               | Црква Светог Николаја Мирликијског Чудотворца                 |       |                           | Фоча      |
|               | Црква Светог Василија Острошког и Светог Петра Дабробосанског |       |                           | Фоча      |
|               | Црква Успења Пресвете Богородице                              |       |                           | Војновићи |
|               | Црква Светог Пантелејмона                                     |       |                           | Врбница   |
|               | Црква Светог пророка Илије                                    |       |                           | Миљевина  |
|               | Црква Светог Николе                                           |       |                           | Ријека    |
|               | Црква Светих цара Константина и царице Јелене                 |       |                           | Слатина   |
|               | Црква Успења Пресвете Богородице                              |       |                           | Челебићи  |

### Хан Пијесак
- Црква Светог Јована Крститеља Пјеновац
- Црква Светог Пантелејмона

### Чајниче
- Манастир Успења Пресвете Богородице Чајничке, Чајниче
- Црква Вазнесења Господњег, Заборак

### Челинац
| Година градње | Назив цркве                                   | Слика | Архијерејско намјесништво | Мјесто  |
| ------------- | --------------------------------------------- | ----- | ------------------------- | ------- |
|               | Црква Светог архангела Гаврила                |       |                           | Челинац |
| XV            | Манастир Ступље                               |       |                           |         |
|               | Црква Светог цара Константина и царице Јелене |       |                           | Лађевци |
|               | Црква Сретења Господњег                       |       |                           | Челинац |

### Шипово
| Година градње | Назив цркве                           | Слика | Архијерејско намјесништво                    | Мјесто   |
| ------------- | ------------------------------------- | ----- | -------------------------------------------- | -------- |
|               | Црква Рођења светог Јована Крститеља  |       | Архијерејско намјесништво бихаћко-петровачко | Шипово   |
|               | Црква Светог великомученика Прокопија |       | Архијерејско намјесништво бихаћко-петровачко | Бабићи   |
|               | Капела Светог оца Николаја            |       |                                              | Грбавица |
|               | Црква Свете Петке                     |       |                                              | Пљева    |
|               | Црква Светог Василија Острошког       |       |                                              | Прибељци |
|               | Црква Рођења Пресвете Богородице      |       |                                              | Стројице |

## Федерација Босне и Херцеговине

### Бихаћ
- Црква Светих равноапостолних Константина и Јелене, Бобољусци
- Црква Преображења Господњег, Велики Цвјетнић
- Црква Свете Тројице, Језеро
- Црква Вазнесења Господњег, Кулен Вакуф
- Црква Светих апостола Петра и Павла, Притока
- Црква Рођења Пресвете Богородице, Трубар

### Босанска Крупа
- Црква Рођења Пресвете Богородице, Босанска Крупа
- Црква Светог Цара Лазара, Бенаковац
- Црква Покрова Пресвете Богородице, Велики Радић
- Црква Свете Великомученице Марине, Горњи Петровићи
- Црква Светог цара Константина и Јелене, Доња Суваја
- Црква Светог Архангела Гаврила, Јасеница

### Босански Петровац
| Година градње | Назив цркве                          | Слика | Архијерејско намјесништво                    | Мјесто            |
| ------------- | ------------------------------------ | ----- | -------------------------------------------- | ----------------- |
| 1890.         | Саборна црква Светих Петра и Павла   |       | Архијерејско намјесништво бихаћко-петровачко | Босански Петровац |
| 1913.         | Црква Успења Пресвете Богородице     |       |                                              | Вођеница          |
|               | Црква Светог великомученика Георгија |       |                                              | Бјелај            |
|               | Црква рођења пресвете Богородице     |       |                                              | Буковача          |
|               | Црква Светог пророка Илије           |       |                                              | Бравско           |
|               | Црква Светог пророка Илије           |       |                                              | Врточе            |
|               | Црква Покрова Пресвете Богородице    |       |                                              | Јањила            |
|               | Црква Преображења Господњег          |       |                                              | Колунић           |
| 1896.         | Црква Успенија Пресвете Богородице   |       |                                              | Крњеуша           |
|               | Црква Успенија Пресвете Богородице   |       |                                              | Пркоси            |
| 1911.         | Црква Светог пророка Илије           |       |                                              | Смољана           |
|               | Црква Покрова Пресвете Богородице    |       |                                              | Суваја            |

### Босанско Грахово
- Црква Светих апостола Петра и Павла у Грахову, Босанско Грахово
- Гробљанска капела на Мраморју у Босанском Грахову
- Црква Светог Великомученика Георгија Победоносца, Доње Пеуље
- Црква Покрова Пресвете Богородице, Маринковци
- Црква Силаска светог Духа на Апостоле, Пећи
- Црква Силаска Светога Духа на апостоле, Преодац
- Црква Светог пророка Илије, Црни Луг

### Бреза
- Црква Светог великомученика Прокопија у Брези, Бреза

### Бугојно
- Црква Рођења Пресвете Богородице, Чипуљић

### Бусовача
- Црква Светог пророка Илије, Бусовача

### Вареш
- Црква Покрова Пресвете Богородице, Вареш

### Велика Кладуша
- Црква Светог Великомученика Георгија, Велика Кладуша

### Високо
- Црква Светог великомученика Прокопија у Високом, Високо
- Црква Зачећа светог Јована Крститеља у Зимчи

### Гламоч
- Црква Силаска Светога Духа на Апостоле, Гламоч
- Црква Светог пророка Илије, Роре

### Грачаница
- Црква Светог Вазнесења Господњег, Грачаница

### Градачац
- Црква Светог пророка Илије, Градачац

### Доњи Вакуф
- Црква у Доњем Вакуфу, Доњи Вакуф

### Дрвар
| Година градње | Назив цркве                       | Слика | Архијерејско намјесништво                    | Мјесто    |
| ------------- | --------------------------------- | ----- | -------------------------------------------- | --------- |
| 1899.         | Црква Светог пророка Илије        |       | Архијерејско намјесништво бихаћко-петровачко | Бастаси   |
| 1939.         | Црква Светог Саве                 |       |                                              | Дрвар     |
| 1887.         | Црква Успења Пресвете Богородице  |       |                                              | Прекаја   |
| 1902.         | Црква Покрова Пресвете Богородице |       |                                              | Шиповљани |

### Жепче
- Црква Рођења Пресвете Богородице, Жепче

### Живинице
- Црква Силаска Светога Духа у Подгајевима, Живинице
- Капела Светог Великомученика Прокопија, Дубраве Горње

### Завидовићи
- Црква Светог Саве, Завидовићи
- Црква Светог Николаја Мирликијског Чудотворца, Чардак-Гостовић
- Црква Светог великомученика Георгија у Стогу
- Манастир Возућа

### Зеница
- Црква Рођења Пресвете Богородице, Зеница

### Јабланица
- Црква у Јабланици, Јабланица[1]
- Капела у селу Острожац[2]

### Јајце
- Црква Свете Богородице, Јајце

### Какањ
- Црква Светих апостола Петра и Павла, Какањ
- Црква Рођења Светог Јована Крститеља, Биљешево

### Калесија
- Црква Светог Јоакима и Ане, Дубница
- Црква Пресвете Тројице, Јегинов Луг

### Кисељак
- Црква светог пророка Илије, Кисељак

### Кладањ
- Црква Светог Великомученика Димитрија, Кладањ

### Кључ
- Црква Свете Тројице, Кључ
- Црква Светих апостола Петра и Павла, Горња Саница
- Црква Вазнесења Господњег, Пећи
- Црква Успења Пресвете Богородице, Стражице

### Коњиц
- Црква Светог Василија Великог, Коњиц
- Црква Светог Вазнесења Христовог, Брадина
- Храм Успења Пресвете Богородице у Челебићима (Коњиц)
- Храм Светих апостола Петра и Павла, Борци

### Купрес
- Црква Благовијести Пресвете Богородице, Доње Вуковско
- Црква Светог великомученика кнеза Лазара, Доњи Малован
- Црква Светог пророка Илије, Равно

### Ливно
- Црква Успења Пресвете Богородице, Ливно
- Црква Силаска Светога духа, Врбица
- Црква Покрова Пресвете Богородице, Доњи Рујани

### Лукавац
- Црква Светог великомученика Прокопија, Кртова
- Црква Светог Пророка Илије, Пурачић
- Црква Пресвете Тројице, Тумаре

### Љубушки
- Црква Светог архангела Михаила, Љубушки (уништена до темеља у рату 1992—1995 године)

### Маглај
- Црква Светог Пророка Илије, Маглај
- Црква Свете Петке Параскеве, Бочиња

### Мостар
- Саборна црква у Мостару, Мостар
- Црква Рођења Пресвете Богородице (Стара црква), Мостар
- Црква Светог Василија Острошког, Благај
- Црква Вазнесења Христовог, у Бијелом Пољу код Мостара
- Капела у Врапчићима код Мостара
- Капела у насељу Раштани код Мостара
- Капела у Малом Пољу код Благаја

### Неум
- Црква рођења Светог Јована Крститеља, Горње Храсно (Спаљен је у мају 1992. године, а миниран је и разрушен 1995, послије Дејтона, од стране хрватских власти)

### Олово
- Црква Светих Српских Светитеља и Просветитеља и Учитеља, Олово
- Црква Светог великомученика Прокопија, Ајдиновићи
- Црква Светог апостола и јеванђелисте Марка, Крајишићи
- Капела Вазнесења Господњег, Дрецељ

### Оџак
- Црква Успења Пресвете Богородице, Доња Дубица

### Пале-Прача
- Црква Светих апостола Петра и Павла, Прача

### Равно
- Манастир Завала
- Црква Воздвижења Часног крста у Просјеку

### Сански Мост
- Црква Светих апостола Петра и Павла, Сански Мост
- Црква Светих апостола Петра и Павла, Лукавице
- Црква Вазнесења Господњег, Лушци Паланка
- Црква Успенија Пресвете Богородице, Стари Мајдан
- Црква Светог цара Константина и Јелене, Томина

### Сапна
- Црква Светог великомученика цара Лазара Српског, Растошница

### Сарајево
- Саборна црква у Сарајеву, Сарајево
- Стара православна црква, Сарајево
- Црква Светог Преображења, Сарајево
- Црква Светог Николаја Мирликијског у Рељеву, Рељево, Нови Град
- Црква Светог пророка Илије у Илијашу, Илијаш
- Црква Светих Апостола Петра и Павла на Нишићима, Илијаш
- Црква Светог Саве, Блажуј, Илиџа
- Црква Рођења Пресвете Богородице, Хаџићи
- Црква Светих апостола Петра и Павла, Осеник, Хаџићи

### Сребреник
- Црква Светих Петра и Павла, Јасеница

### Столац
- Саборни храм Вазнесења Господњег, Столац
- Црква Светог Николе, Тријебањ
- Црква Светих Петра и Павла, Ошањићи

### Тешањ
- Црква Покрова Пресвете Богородице, Тешањ
- Црква Свете Великомученице Недеље, Росуље

### Томиславград (Дувно)
- Црква Светог Николе, Томиславград
- Црква Ваведења Пресвете Богородице у селу Рашћани код Дувна — подигнут 1891. године, а миниран 1990. године од стране непознатих извршиоца

### Травник
- Црква Успења Пресвете Богородице, Травник
- Црква Рођења Светог Јована Крститеља, Турбе
- Црква Светог пророка Илије, Витовље-Влашић

### Тузла
- Црква Успења Пресвете Богородице, Тузла
- Црква Светог великомученика Георгија, Тузла
- Црква вазнесења Господњег, Пожарница
- Црква Пресвете Богородице Тројеручице, Црно Блато

### Фоча-Устиколина
- Црква Силаска Светог Духа на Апостоле, Устиколина
- Црква Преображења Господњег, Јабука

### Цазин
- Црква Светих апостола Петра и Павла, Осредак[3]

### Чапљина
- Саборни храм Вазнесења Господњег, Чапљина
- Црква Успенија Пресвете Богородице, Габела
- Црква Преображења Господњег, Клепци
- Црква Васкрсења Христовог у Пребиловцима

### Широки Бријег
- Црква Свете мученице Недјеље у Добричу, Добрич